# NetBoot
NetBoot es una tecnología de Apple que habilita a las Mac con el firmware New World ROM arrancar desde la red en vez del disco duro local. La tecnología fue anunciada por primera vez como parte de la versión original del Mac OS X Server en Macworld el 5 de enero de 1999. NetBoot ha continuado siendo una tecnología central de gerencia de sistemas para Apple, y ha sido adaptada para soportar las modernas máquinas Mac Intel. NetBoot es un trabajo derivado del Bootstrap Protocol y es similar en concepto al Preboot Execution Environment (PXE).

## Proceso
Una imagen de disco con una copia de Mac OS X, Mac OS 9 o Mac OS 8 es creada usando el System Image Utility y es almacenada en un servidor, típicamente el Mac OS X Server. Los clientes reciben esta imagen a través de una red usando muchos protocolos populares incluyendo, pero no limitados a: HTTPS, AFP, TFTP, NFS, y multicast ASR. la imagen de NetBoot del lado del servidor puede arrancar máquinas enteras, aunque NetBoot es más comúnmente usado para el sistema operativo y despliegue de software, algo similar al Norton Ghost.
Para cargar por red una máquina cliente usando NetBoot, se mantiene apretada la tecla "N" cuando el Mac está cargando, o se selecciona un servidor de NetBoot usando el panel de preferencias del Disco de Arranque (Startup Disk) (o el panel de control en el OS 9). Alternativamente, los Mac New World pueden ser iniciados con el Comando (⌘), Opción (⌥), teclas O y F presionadas para entrar en el prompt del Open Firmware. Una vez en el Open Firmware uno puede decirle al cliente intentar el procedimiento de NetBoot entrando 'boot enet:0' y presionando la tecla ENTER.
Tanto los servidores basados en Intel como los PowerPC pueden servir las imágenes para clientes basados en Intel PowerPC.

## NetInstall
NetInstall es una característica similar del Mac OS X Server que utiliza NetBoot y Apple Software Restore para entregar imágenes de instalaciones a los clientes de red (típicamente en el primer arranque). Como el NetBoot, las imágenes de NetInstall pueden ser creadas usando el System Image Utility. NetInstall realiza una función para el Mac OS X similar al Windows Deployment Services para los clientes de Microsoft, que depende del Preboot Execution Environment.

## Herencia
El Mac OS 8.5 y el Mac OS 9 solo usan BOOTP/DHCP para tener la información del IP, seguida por una transferencia TFTP del archivo ROM del Mac OS. Después, dos volúmenes son montados vía Appletalk sobre TCP en el cual las imágenes del disco del cliente residen. Cosiderándolo todo, el Mac OS Classic usa tres imágenes; una imagen del sistema que contiene el sistema operativo en sí mismo, pero también puede contener aplicaciones. Luego, una imagen privada o disco borrador (scratch disk) es montada después en un overlay sobre la imagen del sistema de solo lectura. Finalmente, es montada una imagen de las aplicaciones. Esta imagen, sin embargo, puede estar vacía.